# Selfoss
Selfoss (deutsch „Hüttenwasserfall“) ist eine Stadt in der Gemeinde Árborg, die sich in der Region Suðurland im Süden Islands befindet.
Mit 9624 Einwohnern (Stand: 1. Januar 2023) ist Selfoss die größte Ortschaft in der Gemeinde Árborg und gleichzeitig die größte Stadt Südislands; die Stadt ist ein wichtiges Handelszentrum.

## Geografie und Lage
Selfoss liegt zwischen Hveragerði und Hella am Fluss Ölfusá. Etwa 3 km entfernt befindet sich der Tafelvulkan Ingólfsfjall.
Selfoss kann mit seiner, auch touristischen, Infrastruktur als Ausgangspunkt für Ausflüge zu anderen Zielen im Süden Islands dienen, zum Beispiel nach Þingvellir oder zur Hekla.

## Geschichte

### Name
Selfoss war ein gewöhnlicher Bauernhof auf dem Lande. Sein Name leitet sich von den Stromschnellen ab, die es in der Ölfusá unterhalb der Selfosskirkja gibt. Sie wurden Selfoss genannt.

### Anfangsjahre der Gemeinde
Bis um die Jahrhundertwende vom 19. zum 20. Jahrhundert bestanden hier nur einige Bauernhöfe.
Als im Sommer 1891 die erste Hängebrücke über den Fluss Ölfusá bei Selfoss errichtet wurde, galt diese als enorme Verbesserung der Verkehrsmöglichkeiten im Süden Islands und erlaubte in der Folge die Entwicklung einer Ansiedlung.
Im Sommer 1890 wurde von Tryggvi Gunnarsson, der auch den Brückenbau angeregt hatte, ein Restaurant und Gästehaus an der Baustelle der Brücke errichtet. Das Bauholz für das Gebäude war in Kristiansand in Norwegen vorgefertigt worden. Das Gebäude wurde mehrmals vergrößert, zuletzt 1934 und ist heute unter dem Namen Tryggvaskáli als das älteste Haus der Stadt bekannt. Seit 2012 steht es unter Denkmalschutz. Das Gästehaus bestand bis 1975. In den 20er Jahren kam ein Geschäft hinzu, aber das Dorf wuchs zu Beginn relativ langsam.
Um 1930 kamen als bedeutende Arbeitgeber die Molkerei Mjólkurbrú Flóamanna und der Kaupfélag Árnesinga hinzu, die gemeinsam mit der Schlachterei über viele Jahrzehnte hinweg die wichtigsten Industrieunternehmen vor Ort blieben. Zu ihnen fügten sich mit den Jahren immer mehr andere und vielfältige Betriebe in Bereich von Fertigung, Handel und Dienstleistungen. Die Einwohnerzahl lag 1940 bei 213, 1950 bei 967, 1960 bei 1767, 1970 bei 2397 und 1980 bei 3409.
Schon ab Ende der 40er Jahre wurde die kleine Stadt von Laugadalur aus mit heißem Wasser für Heizung und anderen Gebrauch versorgt. 1945 wurde eine neue Brücke über den Fluss gebaut.
Selfoss wurde am 1. Januar 1947 eine eigene Verwaltungsgemeinde, die Stadtrechte erhielt die Gemeinde am 2. Mai 1978.
1989 zählte Selfoss 3847 Einwohner.

### Zweiter Weltkrieg
Die britische Armee unterhielt während der Kriegsjahre bis 1941 eine Heeresniederlassung in Selfoss. Im Februar 1941 kam es zu einem Luftangriff eines deutschen Kampfflugzeugs, bei dem drei britische Soldaten starben.

### Erdbeben und Überschwemmungen
Da die Stadt in einem geologisch sehr aktiven Gebiet liegt, wo sich die südwestliche aktive Vulkanzone mit der südlichen Spaltenzone kreuzt, kommt es von Zeit zu Zeit auch zu heftigeren Erdbeben, worauf man sich allerdings inzwischen gebäudetechnisch eingestellt hat.
Bei einem starken Erdbeben im Herbst 1896 wurden die damals vorhandenen drei Bauernhöfe bis auf ein Haus vollständig zerstört.
Im Juni 2000 lag das Hypozentrum des starken Erdbebens unter dem Berg Hestfjall ca. 25 km entfernt. Es gab Beschädigungen an Gebäuden, aber Menschen kamen nicht zu Schaden.
Am 29. Mai 2008 erschütterten zwei fast gleichzeitige Erdbeben der Stärke 6,1 und 6,3 auf der Richterskala die Region um Selfoss. Ein Hypozentrum lag etwas südwestlich von Selfoss, das andere unter dem Berg Ingólfsfjall. Gebäude kamen zu Schaden. Personen wurden verletzt, Todesopfer gab es jedoch nicht.
Der Fluss Ölfusá neigt bei Tauwetter auch dazu über die Ufer zu fließen. So kam es in den Jahren 1930, 1948 und 1968 zu größeren Überschwemmungen in und um Selfoss.

### Neue Innenstadt
Seit Herbst 2018 entsteht eine neue Innenstadt mit Rekonstruktionen historischer Gebäude aus Selfoss, Reykjavík, Akureyri, Þingvellir und anderen Orten in Island. Der erste Teilabschnitt wurde im Juli 2021 eröffnet. Insgesamt sollen 31 Gebäude wiedererstehen.

## Politik
Am 7. Juni 1998 verlor die Stadt Selfoss (Selfosskaupstaður) die Selbstständigkeit. Gemeinsam mit den bis dahin gleichfalls selbstständigen Landgemeinden Eyrarbakki (Eyrarbakkahreppur), Sandvík (Sandvíkurhreppur) und Stokkseyri (Stokkseyrarhreppur) wurde die kreisfreie Stadtgemeinde Árborg gebildet.
Selfoss gehört zum isländischen Wahlkreis Suðurkjördæmi.

## Wirtschaft
Die Stadt Selfoss, ein wichtiges Handelszentrum der Region, ist das Zentrum der Milchwirtschaft Islands. Die 1929 gegründete Molkerei ist die älteste und größte des Landes. Der bedeutende chinesische Omnibushersteller Yutong hat seine Europazentrale in Selfoss; diese Ortswahl geht auf ein chinesisch-isländisches Joint Venture zurück.

## Infrastruktur

### Verkehrsanbindung und Brücke
Selfoss liegt heute direkt am wichtigsten Verkehrsweg Islands, der Ringstraße , die mitten durch die Stadt führt.
Nördlich schließen sich die (Biskupstungnabraut) , südwestlich der Eyrarbakkavegur  und (süd)östlich der Gaulverjabæjarvegur  an.
Selfoss ist ein wichtiger Knoten im öffentlichen Personenverkehr, die Fernbuslinien 51 und 52 sowie die Regionalbuslinien 72 und 73 der Straeto sind hier miteinander verbunden.
Bis zum Jahre 1890 gab es keine Brücken über die zahlreichen und oft sehr wasserreichen sowie strömungsintensiven Flüsse in Südisland.
Diese Flüsse mussten mühsam gefurtet werden, was die Verkehrsverbindungen stark behinderte.
Im Jahre 1890 wurde die erste Hängebrücke über den Fluss Ölfusá bei der Stadt Selfoss fertiggestellt.
Man sah die Brücke aus den oben genannten Gründen als ganz besondere technische Errungenschaft an.
Diese Brücke, Vorgänger der heutigen, war aber nicht für schwere Autos gemacht.
Sie brach im September 1944 unter der Last von zwei Milchlastwagen zusammen.
Im folgenden Jahr wurde allerdings mit Hilfe der amerikanischen Armee die heutige Brücke geschaffen, die 1945 in Betrieb genommen wurde und sich als sehr resistent erwies, da sie sogar zwei starke Erdbeben sowie diverse Fluten heil überstand.

### Kirchen und Schulen
Als am Palmsonntag, den 25. März 1956 die Selfosskirkja nach vierjähriger Bauzeit eingeweiht wurde, verlegte man gleichzeitig den Sitz des (evangelisch-lutherischen) Pfarrers von Hraungerði nach Selfoss. Die Kirche wurde 1978–1984 vergrößert und erhielt den heutigen Turm und einen Vorbau. Farbenfrohe Glasfenster, in Linnich in Deutschland angefertigt, wurden 1987 im Chor und 1993 im Kirchenschiff eingesetzt.
In Selfoss ist für die nahe Zukunft der Bau einer katholischen Kirche mit 100 Sitzplätzen und eines Pfarrzentrums geplant. Mit den Planungen wurde 2015 begonnen.
In Selfoss gibt es zahlreiche Kindergärten (isländisch leikskólar), Gesamtschulen, eine Musikschule und die größte weiterführende Schule im Süden Islands, Fjölbrautaskóli Suðurlands.

### Bibliothek
Selfoss verfügt über eine beachtliche Bibliothek. Ein bedeutender Teil der Bücher stammt aus dem Besitz des Pfarrers Séra Eiríkur J. Eiríksson, der Nationalparkaufseher in Þingvellir war, und der Stadt seine eigene Bibliothek vermachte. Die Stadtbücherei besteht seit 1964 im Safnahús, wo sich auch das Heimatmuseum befindet.

### Sport
Wie überall in Island werden zahlreiche Sportarten gepflegt und seit 1960 besitzt die Stadt ein eigenes Schwimmbad. Zur Auswahl stehen etwa Reiten, Schwimmen, Handball, Fußball, Leichtathletik, Taekwondo, Judo, Golf, Motocrossfahren und viele weitere.
Einen Großteil des Sportangebots betreut der UMF Selfoss.
Es existiert auch ein spezieller Verein, der den Behindertensport betreut.

## Persönlichkeiten
Der ehemalige Schachweltmeister Bobby Fischer, der am 17. Januar 2008 starb, liegt auf dem Friedhof der Laugardælakirkja bei Selfoss begraben.

### In Selfoss geboren
- Guðrún Hafsteinsdóttir (* 1970), Parlamentsabgeordnete und seit 2023 Justizministerin
- Haukur Þrastarson (* 2001), Handballspieler
- Hrafnhildur Hanna Þrastardóttir (* 1995), Handballspielerin
- Jón Arnar Magnússon (* 1969), Leichtathlet
- Jón Daði Böðvarsson (* 1992), isländischer Fußballnationalspieler und Europameisterschaftsteilnehmer
- Ómar Ingi Magnússon (* 1997), Handballspieler im Kader der isländischen Nationalmannschaft
- Sigurður Ingi Jóhannsson (* 1962), Vorsitzender der Fortschrittspartei, von April 2016 bis Januar 2017 Premierminister von Island, mit Stand 2023 Minister für Infrastruktur
- Svandís Svavarsdóttir (* 1964), Parlamentsabgeordnete und ehemalige Umweltministerin (2009–2013)
- Þórir Hergeirsson (* 1964), Handballtrainer
- Þórir Ólafsson (* 1979), Handballspieler
- Vésteinn Hafsteinsson (* 1960), Leichtathlet und vierfacher Olympionike

## Einwohnerentwicklung
Selfoss hatte zwischen 1997 und 2008 wegen der Nähe zur Hauptstadt Reykjavík und einem entsprechenden Wirtschaftsboom einen ungewöhnlich großen Bevölkerungszuwachs zu verzeichnen, welcher sich besonders zwischen 2005 und 2006 bemerkbar macht (ca. 9 % Zunahme in einem Jahr). Seit 2009 ist die Einwohnerzahl etwas rückläufig.
| Datum        | Einwohner |
| ------------ | --------- |
| 1. Juli 1997 | 4.261     |
| 1. Juli 1998 | 4.350     |
| 1. Juli 1999 | 4.397     |
| 1. Juli 2000 | 4.580     |
| 1. Juli 2001 | 4.693     |
| 1. Juli 2002 | 4.870     |
| 1. Juli 2003 | 4.989     |
| 1. Juli 2004 | 5.159     |
| 1. Juli 2005 | 5.457     |
| 1. Juli 2006 | 5.922     |
| 1. Juli 2007 | 6.139     |
| 1. Juli 2008 | 6.476     |
| 1. Juli 2009 | 6.580     |
| 1. Juli 2010 | 6.503     |